# Naupliosz (argonauta)
Naupliosz (görögül: Ναύπλιος) a görög mitológiában Euboia királya. Klütoneusz fia, Oiax, Nauszimedón és Palamédész apja. Amikor megtudja, hogy fiát Odüsszeusz fondorlatának eredményeképpen kivégezték mint árulót, elmegy a Trója alatt táborozó görögökhöz, hogy helyreállítsa a koholt vád alapján elítélt Palamédész becsületét, és elégtételt kapjon haláláért, de egyiket sem sikerül elérnie. Ekkor sorra felkeresi a hadba vonult görög hősök asszonyait, és házasságtörésre biztatja őket. A Trója alól hazafelé tartó görög flotta megtévesztésére hamis jelzőtüzet gyújt a Kaphéreusz-fokon (Euboia szigetének déli nyúlványán), melynek következtében számos hajó összetörik a part menti sziklákon.